# Vrouwen Eerste divisie 2023/24
De Eerste divisie 2023/24 was het eerste seizoen van de Vrouwen Eerste divisie. De voorganger van de Eerste divisie voor vrouwen was de Vrouwen Beloftencompetitie, die van 2018 tot 2023 bestond. In deze competitie kwamen alleen maar beloftenteams van clubs uit de Eredivisie vrouwen uit. Maar in de Eerste divisie kunnen ook eerste elftallen uitkomen van (prof)clubs die op termijn de stap zouden willen maken naar de Vrouwen Eredivisie.

## Format
Aan het eerste seizoen van de Vrouwen Eerste divisie nemen 13 teams deel. Alle twaalf Eredivisie-clubs hebben een beloftenteam in deze Eerste divisie. Sparta Rotterdam is de enige club die met een eerste elftal deelneemt. Deze teams werden op voorhand verdeeld over een Eerste divisie A en een Eerste divisie B op basis van de prestaties van de beloftenteams in de Beloftencompetitie 2022/23. Er is een najaarscompetitie en een voorjaarscompetitie. 
Aan de Eerste divisie A nemen 6 teams deel. Deze teams spelen tegen elkaar zowel een thuis- als uitwedstrijd. Er vindt dit seizoen nog geen promotie/degradatie plaats tussen de Eerste divisie en de Eredivisie. Teams uit de Eerste divisie A kunnen dus niet promoveren. Wel degraderen de nummers 5 en 6 naar de Eerste divisie B aan het einde van de najaarscompetitie. 
Aan de Eerste divisie B nemen 7 teams deel. Deze teams spelen (net als in de Eerste divisie A) zowel een thuis- als uitwedstrijd. Er is geen promotie/degradatie-regeling tussen de Eerste divisie en de Topklasse Vrouwen. Teams uit de Eerste divisie B kunnen dus niet degraderen. Wel promoveren de nummers 1 en 2 naar de Eerste divisie A aan het einde van de najaarscompetitie.
Na de winterstop begint de voorjaarscompetitie. Door de aankondiging van de toetreding van De Graafschap en NAC Breda tot de Eerste divisie in het nieuwe seizoen ging er een tijdelijke regel in effect; enkel de onderste ploeg degradeert uit de Eerste divisie A, en daar komen 3 gepromoveerde teams vanuit de Eerste divisie B voor in de plaats.

## Najaar 2023
Jong PSV werd ongeslagen kampioen in de najaarscompetitie van de Eerste divisie A. Jong AZ en Jong PEC Zwolle waren de degradanten vanuit de Eerste divisie A naar de Eerste divisie B. Jong FC Twente en Jong FC Utrecht promoveerden naar de Eerste divisie A.

### Eerste divisie A
| Pos | Team              | Wed | W | G | V | Ptn | DV | DT | +/− | Kwalificatie                     |
| --- | ----------------- | --- | - | - | - | --- | -- | -- | --- | -------------------------------- |
| 1   | Jong PSV          | 10  | 9 | 1 | 0 | 28  | 27 | 3  | +24 | Kampioen                         |
| 2   | Jong Ajax         | 10  | 6 | 1 | 3 | 19  | 22 | 12 | +10 |                                  |
| 3   | Jong Feyenoord    | 10  | 6 | 0 | 4 | 18  | 15 | 13 | +2  |                                  |
| 4   | Jong ADO Den Haag | 10  | 5 | 0 | 5 | 15  | 19 | 16 | +3  |                                  |
| 5   | Jong AZ           | 10  | 2 | 1 | 7 | 7   | 10 | 20 | −10 | Degradatie naar Eerste divisie B |
| 6   | Jong PEC Zwolle   | 10  | 0 | 1 | 9 | 1   | 3  | 32 | −29 | Degradatie naar Eerste divisie B |

### Eerste divisie B
| Pos | Team                 | Wed | W | G | V | Ptn | DV | DT | +/− | Kwalificatie                   |
| --- | -------------------- | --- | - | - | - | --- | -- | -- | --- | ------------------------------ |
| 1   | Jong FC Twente       | 12  | 9 | 2 | 1 | 29  | 39 | 9  | +30 | Kampioen en promotie           |
| 2   | Jong FC Utrecht      | 12  | 8 | 4 | 0 | 28  | 33 | 11 | +22 | Promotie naar Eerste divisie A |
| 3   | Sparta Rotterdam     | 12  | 5 | 2 | 5 | 17  | 24 | 14 | +10 |                                |
| 4   | Jong Excelsior       | 12  | 5 | 2 | 5 | 17  | 19 | 22 | −3  |                                |
| 5   | Jong Telstar         | 12  | 3 | 1 | 8 | 10  | 13 | 29 | −16 |                                |
| 6   | Jong Fortuna Sittard | 12  | 3 | 1 | 8 | 10  | 16 | 33 | −17 |                                |
| 7   | Jong sc Heerenveen   | 12  | 3 | 0 | 9 | 9   | 12 | 38 | −26 |                                |

## Voorjaar 2024
Jong PSV werd algeheel kampioen van de eerste editie van de Vrouwen Eerste Divisie. Jong Feyenoord degradeerde naar de Eerste Divisie B. Jong AZ, Sparta en Jong Telstar promoveerden naar de Eerste divisie A.

### Eerste divisie A
| Pos | Team              | Wed | W | G | V | Ptn | DV | DT | +/− | Kwalificatie                     |
| --- | ----------------- | --- | - | - | - | --- | -- | -- | --- | -------------------------------- |
| 1   | Jong PSV          | 10  | 7 | 2 | 1 | 23  | 24 | 8  | +16 | Kampioen                         |
| 2   | Jong Ajax         | 10  | 6 | 3 | 1 | 21  | 28 | 17 | +11 |                                  |
| 3   | Jong ADO Den Haag | 10  | 5 | 2 | 3 | 17  | 26 | 20 | +6  |                                  |
| 4   | Jong FC Twente    | 10  | 3 | 2 | 5 | 11  | 21 | 18 | +3  |                                  |
| 5   | Jong FC Utrecht   | 10  | 3 | 0 | 7 | 9   | 11 | 29 | –18 |                                  |
| 6   | Jong Feyenoord    | 10  | 1 | 1 | 8 | 4   | 10 | 28 | –18 | Degradatie naar Eerste divisie B |

### Eerste divisie B
| Pos | Team                 | Wed | W | G | V  | Ptn | DV | DT | +/− | Kwalificatie                   |
| --- | -------------------- | --- | - | - | -- | --- | -- | -- | --- | ------------------------------ |
| 1   | Jong AZ              | 12  | 9 | 3 | 0  | 30  | 39 | 13 | +26 | Kampioen en promotie           |
| 2   | Sparta Rotterdam     | 12  | 9 | 2 | 1  | 29  | 35 | 9  | +26 | Promotie naar Eerste divisie A |
| 3   | Jong Telstar         | 12  | 7 | 0 | 5  | 21  | 27 | 28 | –1  | Promotie naar Eerste divisie A |
| 4   | Jong PEC Zwolle      | 12  | 5 | 2 | 5  | 17  | 26 | 19 | +7  |                                |
| 5   | Jong Excelsior       | 12  | 3 | 3 | 6  | 12  | 23 | 26 | –3  |                                |
| 6   | Jong Fortuna Sittard | 12  | 2 | 2 | 8  | 8   | 17 | 32 | –15 |                                |
| 7   | Jong sc Heerenveen*  | 12  | 1 | 0 | 11 | 0   | 14 | 54 | –40 |                                |

*Jong sc Heerenveen heeft 3 punten in mindering gekregen.